# KAMAZ-54901
KAMAZ-54901 — российский магистральный седельный тягач линейки пятого поколения (К5), выпускаемый ПАО «КАМАЗ». Является преемником тягача KAMAZ-5490 и выпускается параллельно с ним с 2019 года.

## История
Модель КАМАЗа 5-го поколения была впервые продемонстрирована на выставке «Комтранс-2017». В 2019 году магистральный тягач КАМАЗ-54901 запущен в серийное производство, а продажи автомобиля стартовали в мае 2020 года. С февраля 2023 года начато серийное производство магистральных тягачей на основе импортозамещённых комплектующих — по итогам девяти месяцев 2023 года выпущено более 3 тыс. грузовых автомобилей этой модели, что в 2,5 раза превышает объём производства за аналогичный период прошлого года.
Летом 2023 года на трассе М-11 «Нева» введены в эксплуатацию первые беспилотные грузовики КАМАЗ-54901. До конца 2024 года автопарк возрастёт до 43 машин, а в 2025 году количество автомобилей грузового беспилотного сообщения составит 93 автомобиля.

## Модификации
- КАМАЗ-54901-92 — двигатель КАМАЗ-910.12-450 (R6, 11946 см3, 450 л.с., Евро-5), производство 2019-2021 [14]
- КАМАЗ-54901-94 — двигатель КАМАЗ-910.15-450 (R6, 11946 см3, 450 л.с., Евро-5), производство с 2021
- КАМАЗ 54901 КПГ — двигатель КАМАЗ R6 (Евро-5) газодизельный, представлен в 2021 году [15]
- КАМАЗ 54901 СПГ — двигатель КАМАЗ R6 (Евро-6) газовый, представлен в 2022 году [16]
- КАМАЗ-54901-90 — двигатель КАМАЗ-910.10-550 (R6, 11946 см3, 550 л.с., Евро-5), производство с 2022
- КАМАЗ-54901-CA — двигатель KАМАЗ-910.52-460 (R6, 12981 см3, 460 л.с., Евро-5), производство с 2023

С 2024 года на базе магистрального тягача КАМАЗ-54901 производится модель КАМАЗ-54902 (c шестицилиндровым дизелем КАМАЗ-689.510) для межрегиональных перевозок.

## Технические характеристики
Весовые параметры и нагрузки
| Нагрузка на седельно-сцепное устройство, кг | 10430 |
| Полная масса а/м, кг                        | 19500 |
| нагрузка на задний мост, кг                 | 11500 |
| нагрузка на переднюю ось, кг                | 8000  |
| Полная масса автопоезда, кг                 | 44000 |
| Полная масса полуприцепа, кг                | 34930 |
| Снаряжённая масса, кг                       | 9070  |
| нагрузка на задний мост, кг                 | 2770  |
| нагрузка на переднюю ось, кг                | 6300  |

Двигатель
| Модель двигателя                              | КамАЗ-910.12-450 (Евро-5)                                                   |
| Макс. полезный крутящий момент, Нм (кгсм)     | 2060 (210)                                                                  |
| при частоте вращения коленчатого вала, об/мин | 1300                                                                        |
| Максимальная полезная мощность, кВт (л. с.)   | 331 (450)                                                                   |
| при частоте вращения коленчатого вала, об/мин | 1900                                                                        |
| Рабочий объём, л                              | 11,946                                                                      |
| Расположение и число цилиндров                | рядное, 6                                                                   |
| Тип двигателя                                 | дизельный с турбонаддувом, с промежуточным охлаждением наддувочного воздуха |

Коробка передач
| Модель КП | ZF 12TX2210 ТD                     |
| Тип       | автоматизированная, 12-ступенчатая |

Задний мост
| Модель   | Daimler HL6                                            |
| Подвеска | пневматическая, с электронной системой управления ECAS |

Кабина
| Исполнение | высокая, с двумя спальными местами |
| Подвеска   | 4-х точечная пружинная             |
| Тип кабины | с ровным полом, шириной 2500 мм    |

## Локализация
Локализовано производство кабин, блока цилиндров, головок блока, коленчатого и распредвалов, маховика, поддона двигателя, картера сцепления и других деталей.

## Оценки и критика
Автомобиль вызвал интерес у специализированных российских СМИ отрасли автомобилестроения. Журнал «За рулем» отметил новую кабину, каркас которой взят от Mercedes-Benz Actros МР4 (четвертого поколения). Также журнал отметил, цена автомобиля заставит его конкурировать с КАМАЗ‑6520 и КАМАЗ‑6580. КАМАЗ-54901 стал номинантом Гран-при «За рулем» — Коммерческие автомобили 2021.
Кабину также отметил журнал «Спецтехника и коммерческий транспорт»
«Грузовик Пресс» отметил внедрение множества электронных систем и мобильных приложений.

## Беспилотные версии

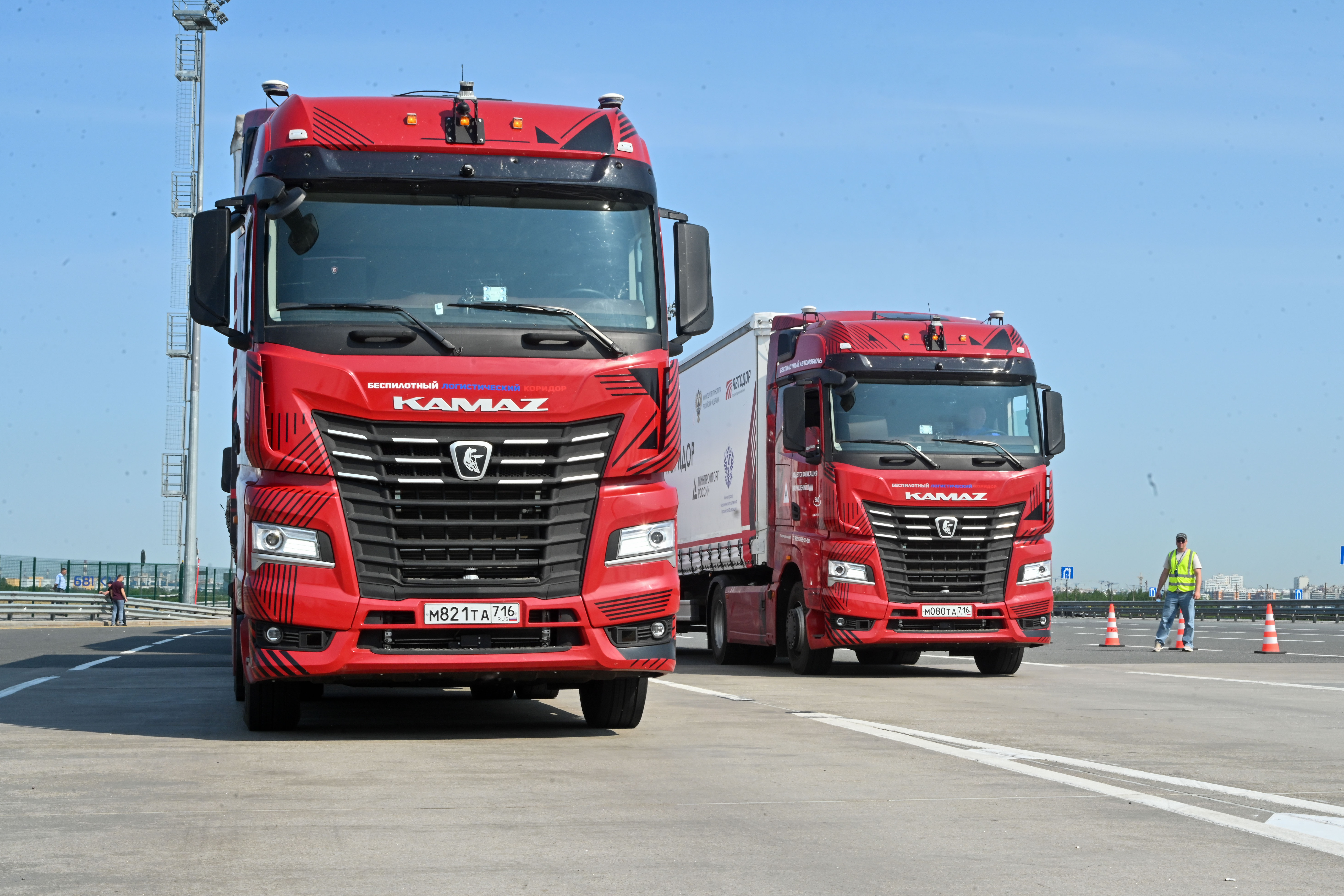
Магистральный седельный тягач пятого поколения КАМАЗ-54901 на церемонии открытия участка дороги трассы М 11 «Нева» для беспилотного автотранспорта. 14 июня 2023 года

С 2023 года эксплуатируются беспилотные грузовики «KAMAZ-54901» на трассе М-11 Москва-Санкт-Петербург, рядом сидит оператор-водитель, который может со смартфона перехватить управление грузовиком в сложных ситуациях.